# Marine Girls
Marine Girls va ser un grup de música anglès post-punk de la ciutat de Hatfield, Hertfordshire, Anglaterra. El grup el van crear el 1980 dues amigues de l'escola de sisè grau: Tracey Thorn i Gina Hartman. Originalment, Thorn només tocava la guitarra i Hartman era la vocalista i percussionista principal. Thorn va vèncer la seva timidesa i va començar a cantar també quan el grup va iniciar la publicació de discos. Posteriorment se'ls va unir Jane Fox al baix i la seva germana petita, Alice Fox, a les veus conjuntes i la percussió.

## Trajectòria
Contemporànies de l'activitat de grups com ara Young Marble Giants i The Raincoats, el grup va aplicar l'ètica de bricolatge de l'època per enregistrar un casset produït i auto-llançat anomenat A Day by the Sea. Aquesta edició conté cançons inèdites, com ara "Getting Away From it All", "Lorna", "Hour of Need" i '"Harbours".
Beach Party va ser el seu primer album editat, que va ser gravat en el cobert d'un jardí de la mà de Pat Bermingham i publicat a In-Phaze i reeditat per Dan Treacy, del grup Television Personalities, amb el seu segell Whaam! Registres. A l'octubre de 1981, Thorn es va traslladar a Hull per anar a la universitat i Hartman va deixar la banda per continuar amb altres projectes musicals; per la seva banda les germanes Fox van entrar a l'escola d'art de Brighton. Malgrat tot el grup va continuar actuant i van llançar un segon àlbum, Lazy Ways, l'abril de 1983. Es va classificar en el número 42 entre els "Àlbums de l'any" al NME.

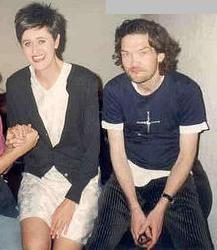
Tracey Thorn i Ben Watt el 1996.

Marine Girls va enregistrar dues Peel Sessions. La primera, el 1982, conté cinc cançons: "Don't Come Back", "Love To Know", "He got the Girl", "Fever" i "A Place in the Sun". La segona, el 1983, conté quatre cançons; "Lazy Ways", "That Day", "Seascape" (no disponible amb Marine Girls, tot i que és una versió d'una cançó de Tracey Thorn del seu àlbum en solitari del 1982 A Distant. Shore) i una versió de "Love You More" de Buzzcocks.
A partir de 1982, Thorn es va concentrar en els seus estudis i la seva creixent relació personal i professional amb el seu company i estudiant també a Hull, Ben Watt, (que havia contribuït amb una fotografia per a la portada de l'àlbum Lazy Ways). Van formar el seu propi projecte musical, Everything But The Girl, i el seu primer senzill va incloure una gravació de la cançó de Marine Girls, "On My Mind".
Marine Girls es va dissoldre formalment el 1983. Jane i Alice Fox es van unir al guitarrista Lester Noel i al baterista Steven Galloway per a formar el grup Grab Grab the Haddock i van llançar dos senzills el 1984 i el 1985 abans de separar-se. Tracey Thorn va continuar treballant amb Everything But The Girl fins a principis dels anys 2000.
Als seus diaris Kurt Cobain va revelar que Beach Party era un dels seus 50 àlbums preferits. Cherry Red va reeditar els albums de Marine Girls el 1997 en fomat CD.

## Discografia i contribucions[1]

### Discografia
| Aparició      | Títol                                    | Format  | Posició UK Indie |
| ------------- | ---------------------------------------- | ------- | ---------------- |
| Desembre 1981 | "On My Mind"/"The Lure of the Rockpools" | Senzill | --               |
| Març 1982     | Beach Party                              | Àlbum   | 29               |
| Febrer 1983   | "Don't Come Back"/"You Must Be Mad"      | Senzill | 21               |
| Abril 1983    | Lazy Ways                                | Àlbum   | 4                |

### Contribucions
- Rupert Preaching at a Picnic (1981) – Marine Girls hi contribueixen en la cançó "Hate the Girl".
- Pillows & Prayers (1982) – Inclou "Lazy Ways".
- Pillows & Prayers 2 (1984) – Inclou "A Place in the Sun".